# REM-sömn
REM-sömn (rapid eye movement) eller drömsömn är de perioder i sömnen då man vanligtvis drömmer. Under REM-sömnen rör sig ögonen snabbt och hjärnans nervceller ("neuroner") har samma aktivitetsgrad som när man är vaken. REM-sömnen är den lättaste sömnen och de som väcks under en sådan period känner sig vanligtvis pigga.
REM-sömn förekommer vanligen fyra eller fem gånger per natt. Perioderna är ganska korta i början av natten och längre mot slutet. Den totala REM-sömntiden per natt är omkring 90–120 minuter. Hjärnan blir mer och mer aktiv för varje REM-period, och i de sista perioderna är den mer aktiv än under större delen av den vakna dagen. Under REM-sömnen är skelettmuskulaturen, det vill säga den viljemässigt styrda muskulaturen, förlamad. Detta beror på en hämning av de nervceller (alfamotorneuron) som ansvarar för signalöverföring i nerverna till musklerna.